# Acleris sparsana
Espèce
Acleris sparsana est une espèce de lépidoptères (papillons) de la famille des Tortricidae, dont les chenilles vivent sur les hêtres, les charmes et les érables.
On trouve cette espèce en Europe.
L'imago a une envergure de 18 à 22 mm et vole d'août au mois de mai de l'année suivante, le papillon est donc la forme hivernale.

## Galerie

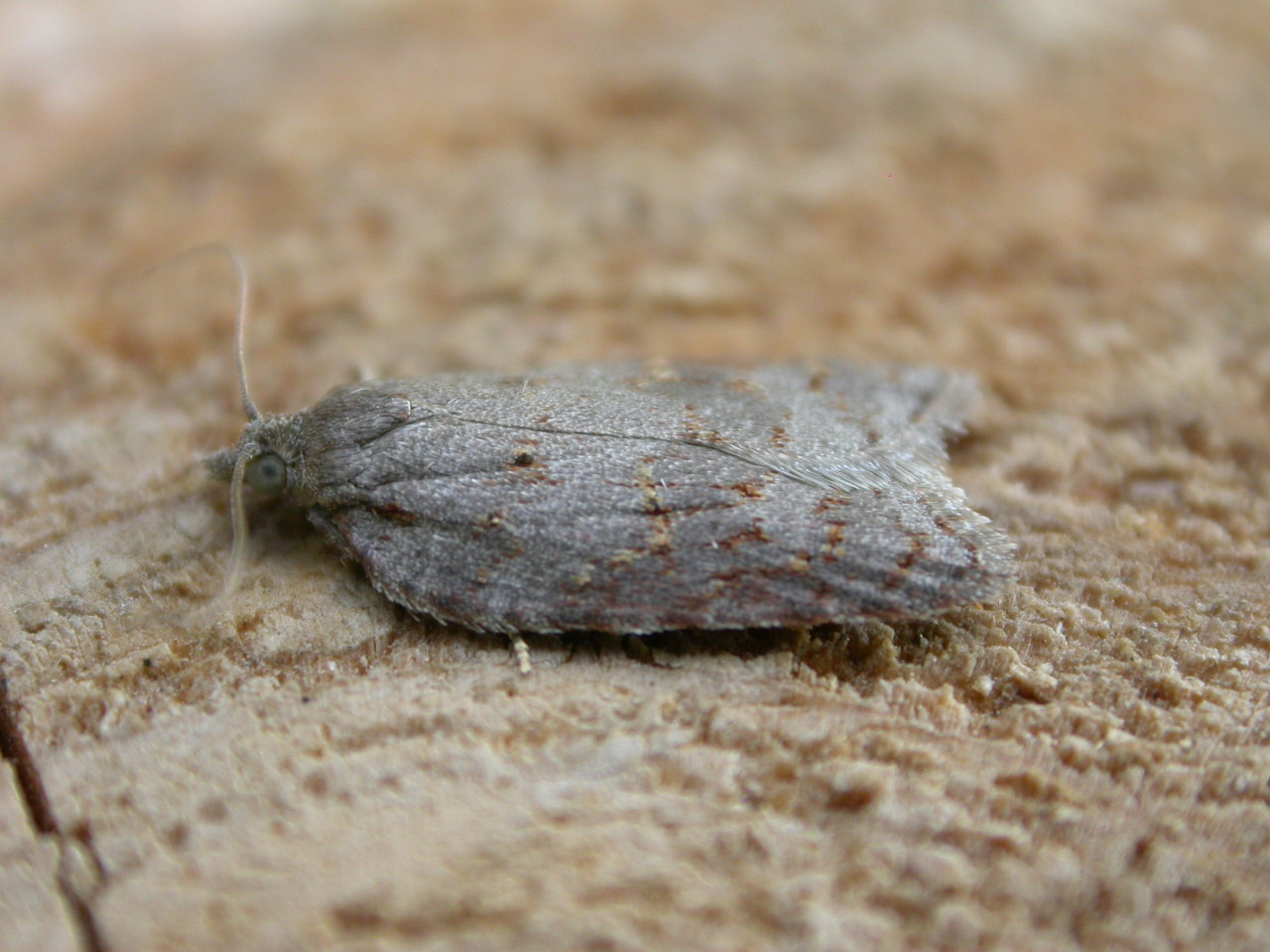